# Nepanthia crassa
Nepanthia crassa är en sjöstjärneart som först beskrevs av Gray 1847.  Nepanthia crassa ingår i släktet Nepanthia och familjen Asterinidae. Inga underarter finns listade i Catalogue of Life.